# Donnie Wahlberg
Donald Edmond (Donnie) Wahlberg Jr. (Boston, 17 augustus 1969) is een Amerikaans zanger, acteur en producer. Hij is lid van de in de jaren tachtig en negentig populaire boyband New Kids on the Block en is de oudere broer van acteur Mark Wahlberg.

## Biografie

### Eerder leven
Wahlberg werd geboren in het Bostonse Dorchester als achtste van negen kinderen. Zijn moeder, Alma Elaine (geboren als Donnelly), was bankbediende en verpleegster en zijn vader, Donald Edward Wahlberg, was koerier; de twee scheidden in 1982. De grootvader van vaders kant was van Zweedse afkomst, terwijl de meerderheid van zijn moeders kant Iers is.
Wahlberg begon al op de lagere school met toneelspelen. Op de middelbare school nam hij deel aan een kunstprogramma, waardoor hij in aanraking kwam met het spelen, schrijven en regisseren van toneelstukken, hoewel zijn leraren van mening waren dat zijn acteertalent minimaal was.

### Carrière
Toen Wahlberg 15 jaar oud was, werd hij lid van New Kids on the Block, een muziekgroep die in een paar jaar tijd van een schoolband uitgroeide tot een popband. Wahlberg stond bekend als de "bad boy" van de groep, waarvan bekend was dat hij vloekte tijdens liveoptredens en prijsuitreikingen. In 1991 werd hij gearresteerd wegens brandstichting, toen hij met een molotovcocktail een hotel in brand wilde zetten. Deze aanklachten kwamen te vervallen toen Wahlberg beloofde zijn medewerking te verlenen aan voorlichtingsfilmpjes.

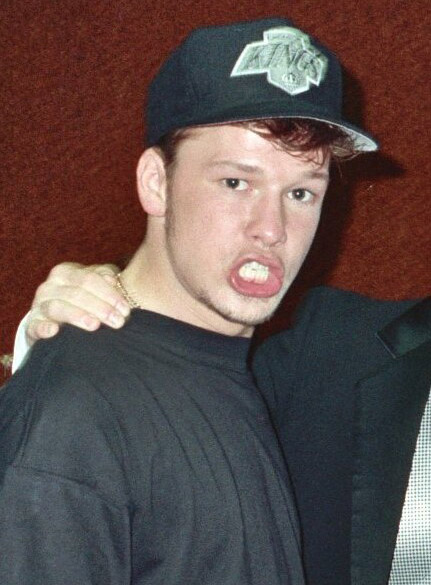
Wahlberg in 1990

In 1990 had hij met een duet met de Japanse Seiko Matsuda de top 100-hit "A Right Combination". Nadat New Kids on the Block in 1994 uiteen was gevallen, ging Wahlberg schrijven en produceren voor zijn jongere broer Mark. Toen de band de kans kreeg zich te herenigen voor een televisieprogramma van VH1, weigerde het merendeel van de groep, onder wie Wahlberg, zodat hij zich op zijn acteercarrière kon concentreren.
In 2008 kwam de band weer bij elkaar en hebben ze een nieuw album gemaakt: The Block. Sindsdien toeren ze ook weer door Europa en Amerika. In 2013 is er ook weer een album uitgekomen genaamd "10"; het is immers hun tiende album.
Wahlbergs acteerdebuut was in Bullet, een film uit 1996. Hierna deed hij mee in Ransom, waarin hij samenwerkte met Mel Gibson, en speelde hij in Saw II tot Saw V en ook nog in The Sixth Sense.
In 2001 speelde Wahlberg tweede luitenant Carwood Lipton in de met een Emmy Award bekroonde HBO-miniserie Band of Brothers. Verder speelde hij nog mee in onder andere Dreamcatcher, The Path to 9/11, Dead Silence en The Kill Point. Sinds september 2010 speelt hij in de hitserie Blue Bloods.

### Privé
Wahlberg is getrouwd met Jenny McCarthy. Uit een eerder huwelijk heeft hij twee zoons.

## Filmografie
- Blue Bloods (tv-serie) (2010-2024) - Detective Danny Reagan
- Zookeeper (2012) - Shane
- What Doesn't Kill You (2010) - Detective Moran
- Bunker Hill (2009) - Detective Mike Moriarty
- Righteous Kill (2008) - Detective Ted Reily
- Turok (2008) - Shepherd (stem)
- Saw V (2008) - Detective Eric Matthews
- Saw IV (2007) - Detective Eric Matthews
- Dead Silence (2007) - Detective Jim Lipton
- Kings of South Beach (2007) - Detective Andy Burnett
- Annapolis (2006) - Burton
- The Path to 9/11 (2006) - 'Kirk', CIA operative
- Saw III (2006) - Detective Eric Matthews
- Saw II (2005) - Detective Eric Matthews
- N.Y.-70 (2005) - Det. Mike Ryan
- Magnificent Desolation: Walking on the Moon 3D (2005) - Helium 3 Commander (stem)
- Marilyn Hotchkiss' Ballroom Dancing & Charm School (2005) - Randall Ipswitch
- Dreamcatcher (2003) - Douglas "Duddits" Cavell
- Triggermen (2002) - Hitman Terry Mulloy
- Band of Brothers (tv-miniserie, 2001) - C. Carwood Lipton
- Diamond Men (2000) - Bobby Walker
- Bullfighter (2000) - Chollo
- The Sixth Sense (1999) - Vincent Grey
- Purgatory (1999) - Deputy Glen/Billy The Kid
- Southie (1998) - Danny Quinn
- Butter (1998) - Rick Damon
- Body Count (1996) - Booker
- Black Circle Boys (1996) - Greggo
- Ransom (1996) - Cubby Barnes
- Bullet (1996) - Shelby Horne

- Biblioteca Nacional de España: XX1487881
- Bibliothèque nationale de France: cb142374265 (data)
- Gemeinsame Normdatei: 134674936
- International Standard Name Identifier: 0000 0000 7825 6955
- Library of Congress Control Number: no97025481
- MusicBrainz: 1b3ef047-567e-4f4c-80fe-0d6fdff864cc
- Nationale Bibliotheek van Tsjechië: xx0102424
- Nationale Bibliotheek van Israël: 987007314431305171
- Nederlandse Thesaurus van Auteursnamen: 191579246
- SNAC: w68w3hpk
- Système universitaire de documentation: 113854803
- Virtual International Authority File: 100863382
- WorldCat: E39PBJkp6ggHBkmTcgQ6P68Hmd